# Диференцијална валидација
Диференцијална валидација је у социјалном истраживању налаз да различите класе субјеката могу постићи различит скор или резултате на истом тесту. Нпр. девојчице могу постићи бољи резултат на вербалним тестовима од дечака истог узраста.